# Борцино
Бо́рцино — деревня в Конаковском районе Тверской области. Входит в состав Городенского сельского поселения.

## География
Находится в юго-восточной части Тверской области на расстоянии приблизительно 4 км на юго-восток от поселка Редкино.

## История
Известна была с 1627 года как пустошь. Находилась тогда на левой стороне реки Шоша, при впадении в нее речки Жинки. Была населена после 1678 года крестьянами из вотчин тверского архиепископа. В 1859 году учтено 58 дворов. В период коллективизации был создан колхоз «Дружба». В связи с образованием Иваньковского водохранилища деревня была переселена на нынешнее место.

## Население
Численность населения: 443 человека (1859 год), 515 (1900), 112 (русские 93 %) в 2002 году, 67 в 2010.